# Gisela Agnes van Anhalt-Köthen

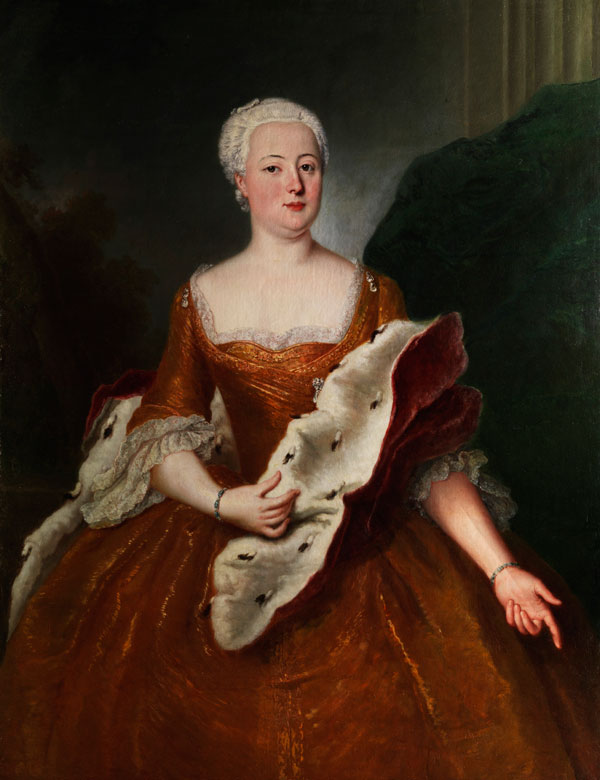
Gisela Agnes van Anhalt-Köthen

Gisela Agnes van Anhalt-Köthen (Köthen, 21 september 1722 - Dessau, 20 april 1751)
was de oudste dochter van Leopold van Anhalt-Köthen en Frederika Henriëtte van Anhalt-Bernburg.
Gisela trouwde op 25 mei 1737 in Bernburg met Leopold II Maximiliaan van Anhalt-Dessau.

## Kinderen
- Leopold III Frederik Frans (1740-1817), gehuwd met Louise Henriette Wilhelmine van Brandenburg-Schwedt (1750-1811)
- Louise Agnes Margaret (Dessau, 15 augustus 1742 - Dessau, 11 juli 1743)
- Henriëtte Catharina Agnes (Dessau, 5 juni 1744 - Dessau, 15 december 1799), gehuwd met baron Johan van Loen
- Maria Leopoldina (1746-1769), gehuwd met graaf Simon XII August van Lippe-Detmold (1727-1782)
- Johan George (Dessau, 28 januari 1748 - Wenen, 1 april 1811)
- Casimira (1749-1778), gehuwd met graaf Simon XII August van Lippe-Detmold (1727-1782)
- Albert Frederik (Dessau, 22 april 1750 - Dessau, 31 oktober 1811), gehuwd met Henriëtte van Lippe-Weissenfeld (1753-1795). Uit een buitenechtelijke relatie met Johanna Franke had hij twee zonen.